# 裏見の滝

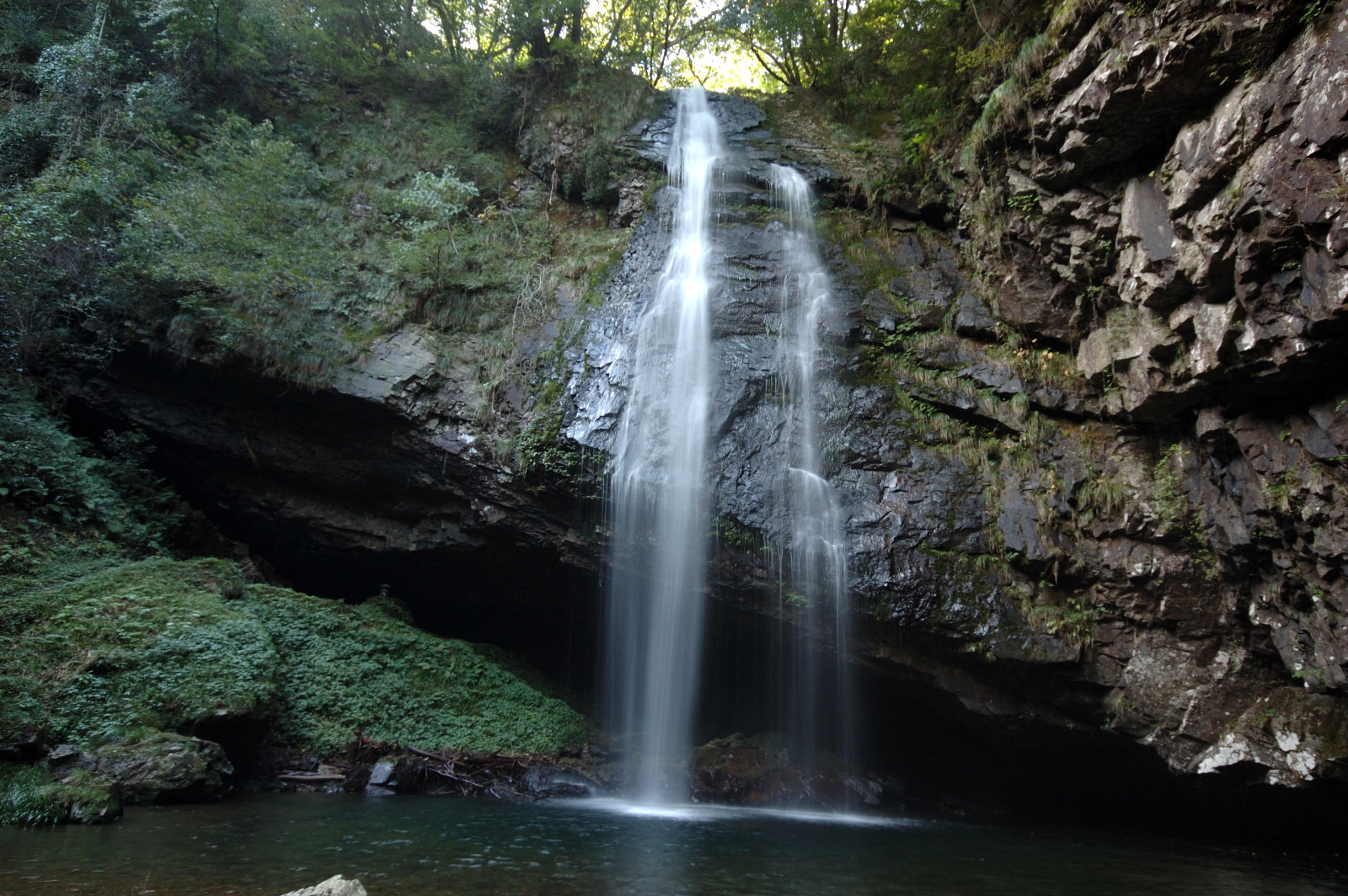
龍頭ヶ滝（島根県雲南市掛合町）

裏見の滝（うらみのたき）は、滝壺の奥に行くことができ、滝の裏側から流下する水を見ることができる滝。このような特徴を有する滝一般を指して用いられるとともに、個別の滝の名称または別称としても用いられる。

## 概要
滝においては、落差のある断崖から流れ落ちる水によって、滝壺付近は強い浸食作用を受ける。また、垂直に切り立つ滝壁は複数の地層で構成されることも多く、滝壺に近い部分に軟質の地層がある場合には、その部分が特に大きく浸食されることになる。
このような作用によって滝壺付近に洞窟状の凹部が形成されると、人が滝下流の川岸から滝壺の縁に沿ってその凹部まで通行し、滝を流れ落ちる水を通常とは逆の方向から眺めることができるようになることがある。このような滝が一般に裏見の滝と呼ばれる。
滝裏の凹部には、神仏が祀られることが多い。例えば日光の裏見滝では、滝裏に不動明王が祀られている。

## 裏見の滝の一覧

### 裏見の滝という名称の滝
- 裏見滝（栃木県日光市）
- 裏見の滝（群馬県みなかみ町）
- 裏見ヶ滝（東京都八丈町（八丈島））
- 裏見の滝（長崎県大村市）
- 裏見の滝（和歌山県海南市）

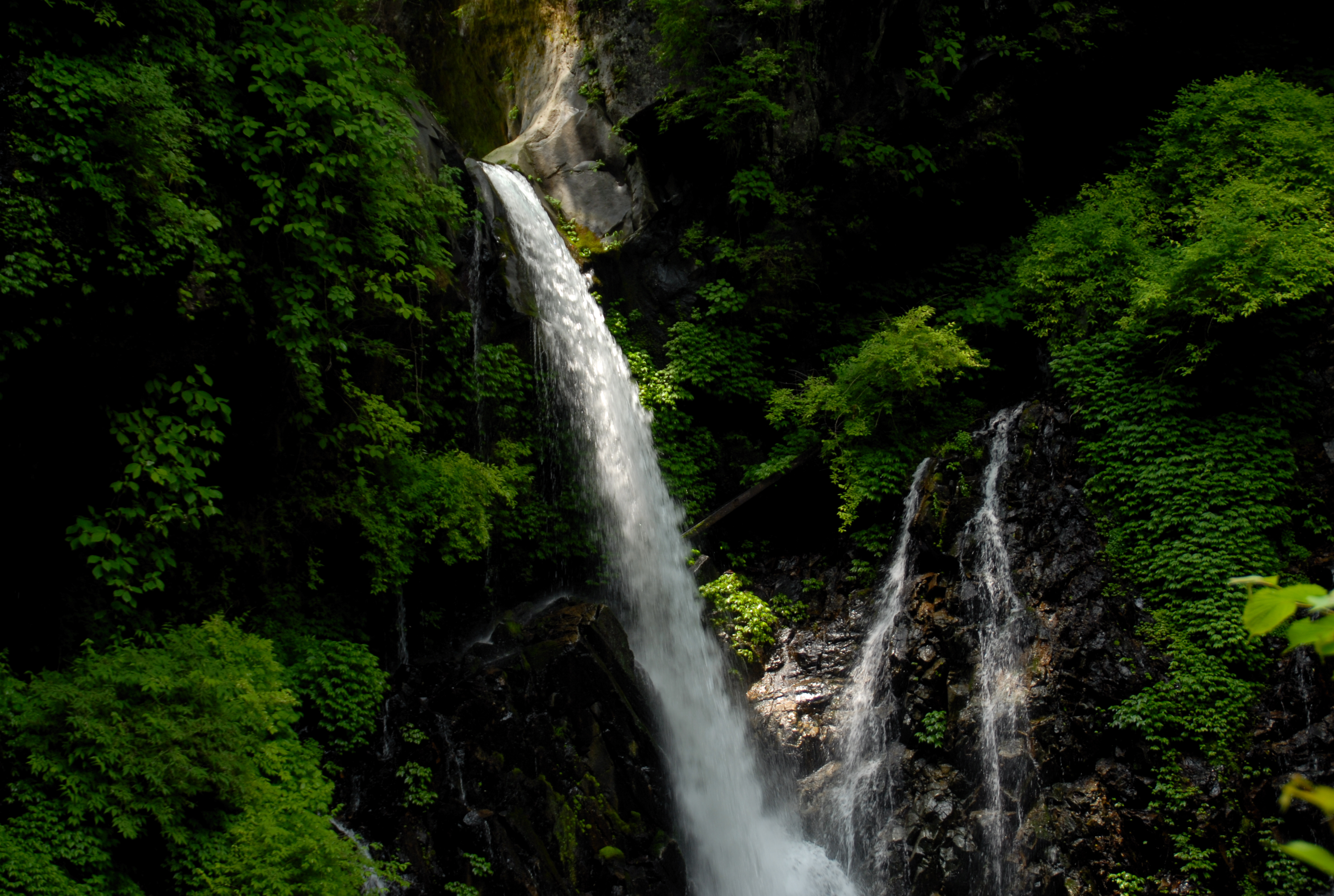
栃木県日光市（裏見滝）
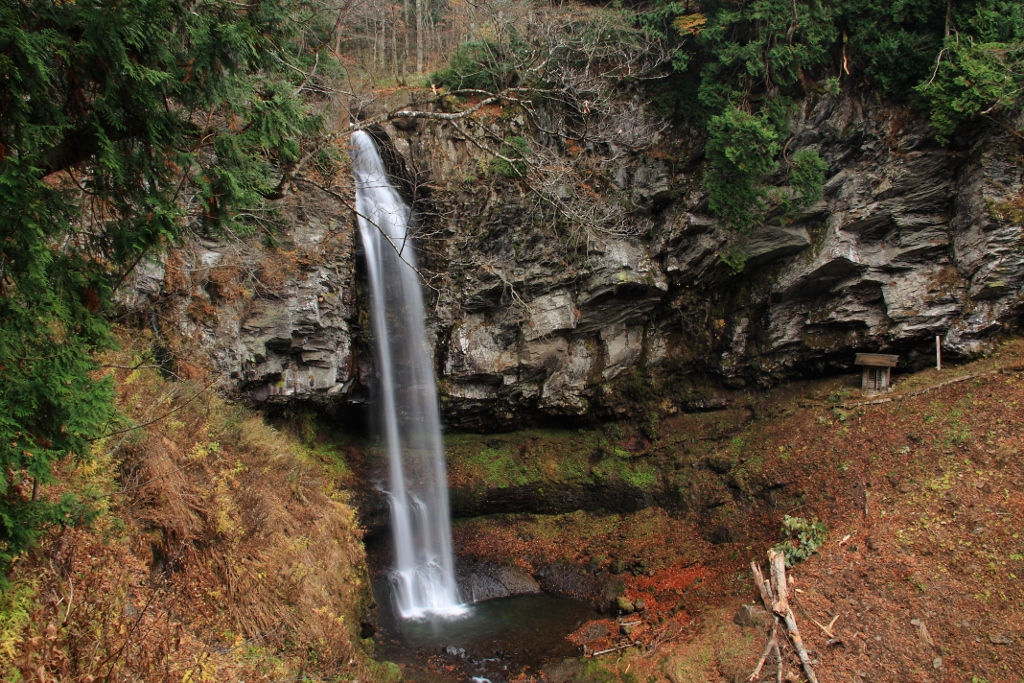
群馬県みなかみ町
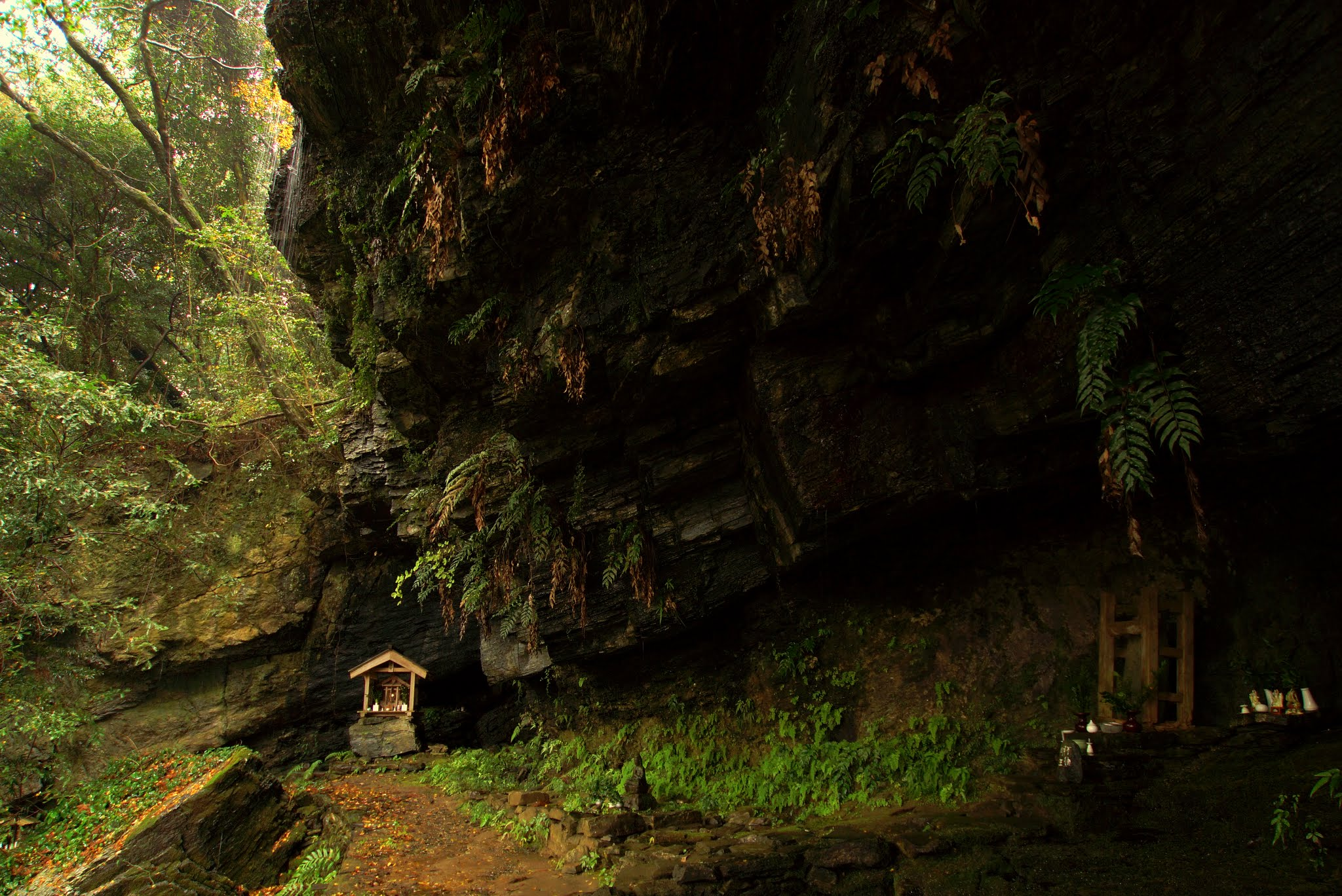
和歌山県海南市
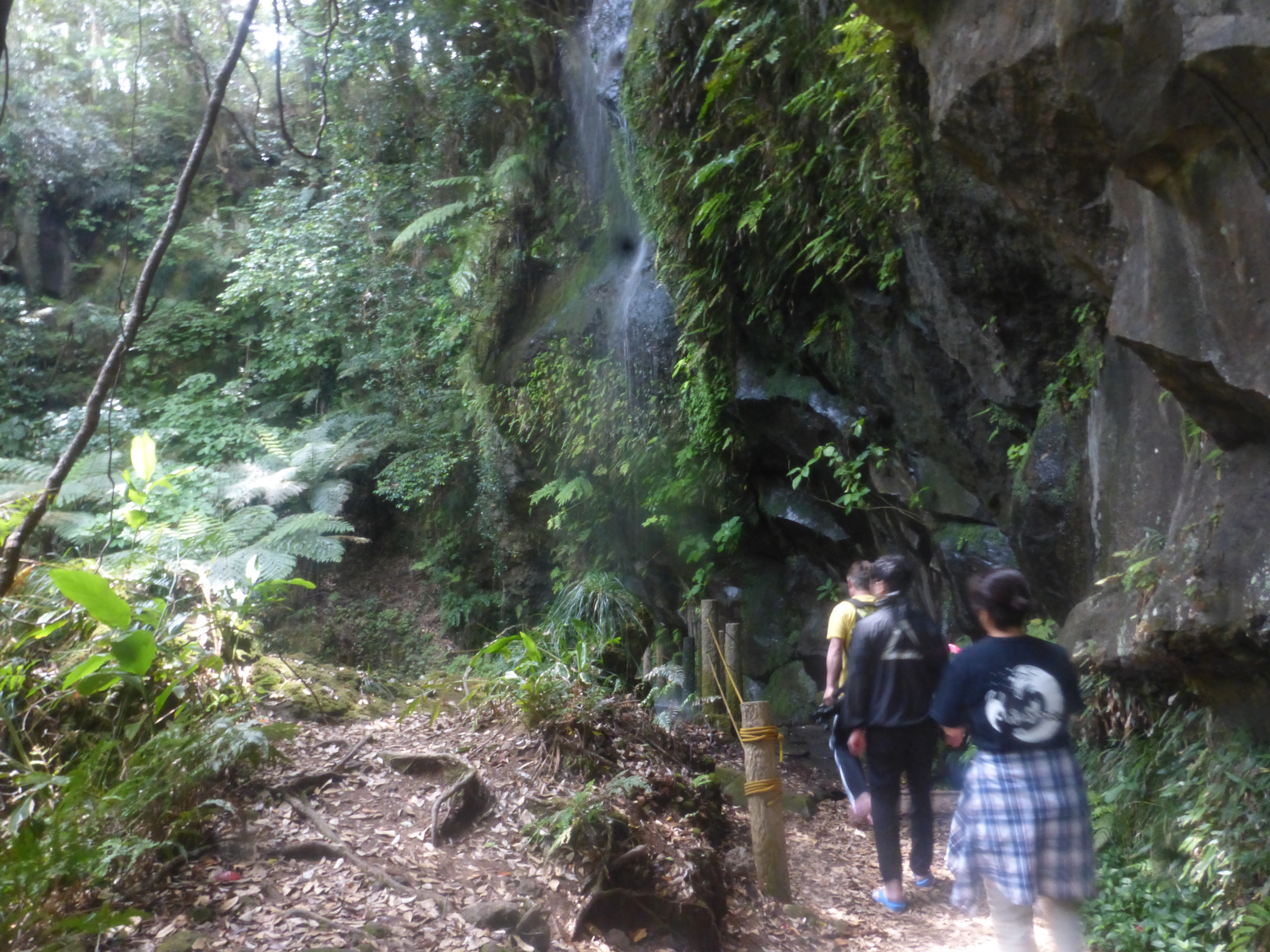
八丈島

### 裏側から見ることができる滝
- 山彦の滝（北海道遠軽町）
- 月待の滝（茨城県大子町）
- 棚下不動滝（群馬県渋川市） - 日本の滝百選
- 入沢の滝（群馬県神流町）
- 百四丈滝（石川県白山市）
- 雷滝（長野県高山村）
- 阿弥陀ケ滝（岐阜県郡上市）
- 八坂の大滝（長野県大町市）
- 万城の滝（静岡県伊豆市）- 現在は、歩道が崩落する恐れがあるので閉鎖されている。
- 吉滝（兵庫県香美町）
- 次の滝（和歌山県有田川町）
- 龍頭ヶ滝（島根県雲南市） - 日本の滝百選
- 壇鏡の滝（島根県隠岐の島町） - 日本の滝百選
- 岩井滝（岡山県鏡野町）
- 不動の滝（徳島県勝浦町）
- 鍋ヶ滝（熊本県小国町）
- 福貴野の滝（大分県宇佐市）
- 慈恩の滝（大分県日田市・玖珠郡玖珠町）
- セリャラントスフォス（アイスランド）[1]

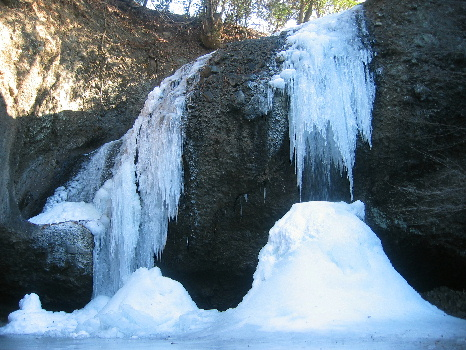
月待の滝
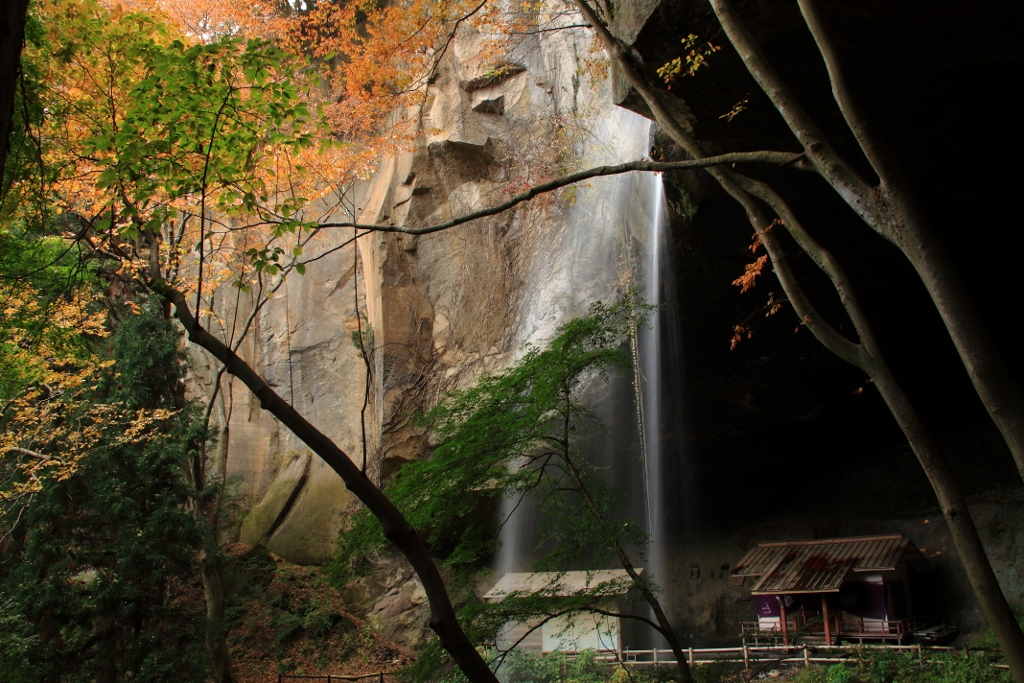
棚下の不動滝
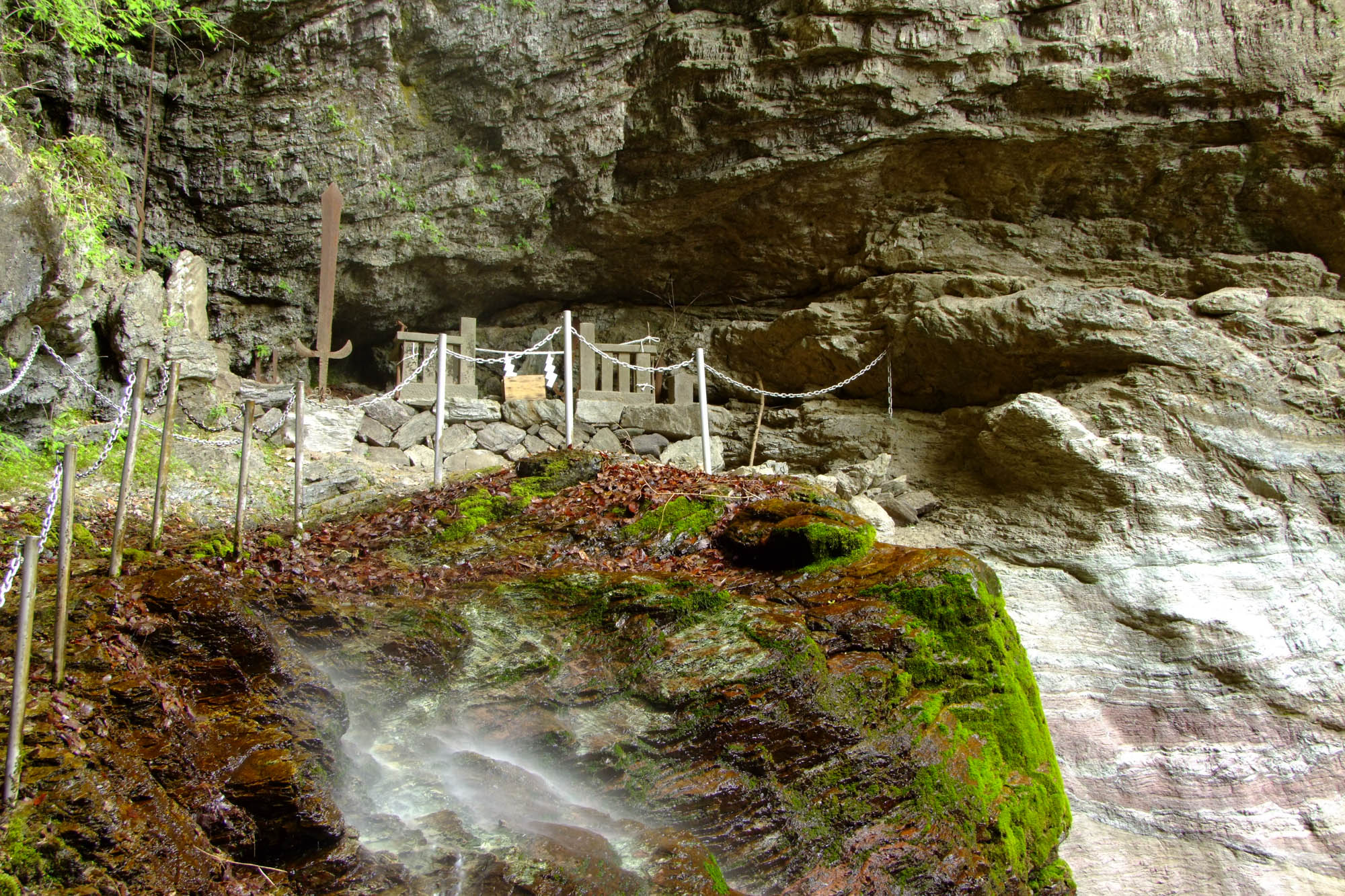
入沢の滝
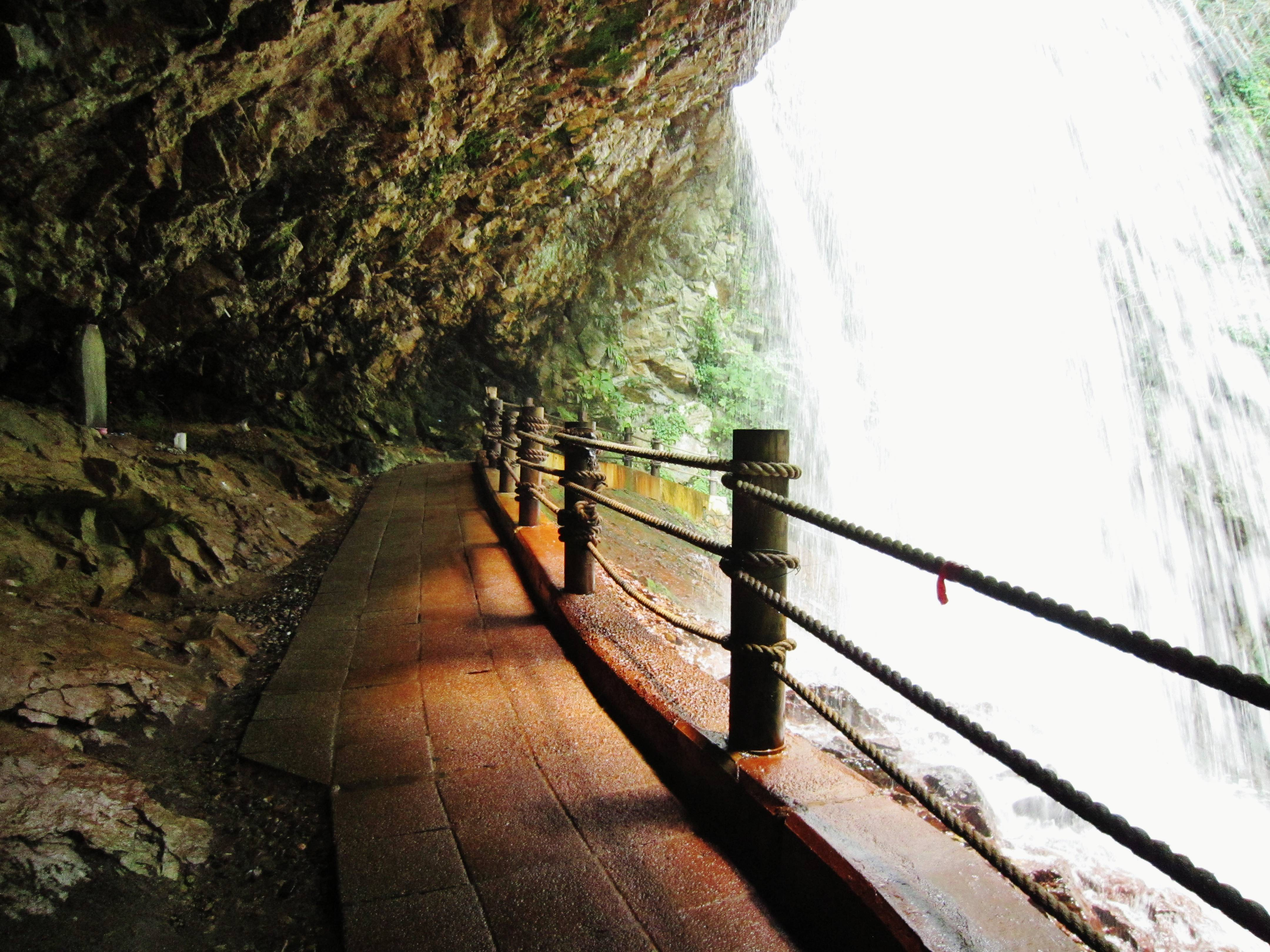
雷滝
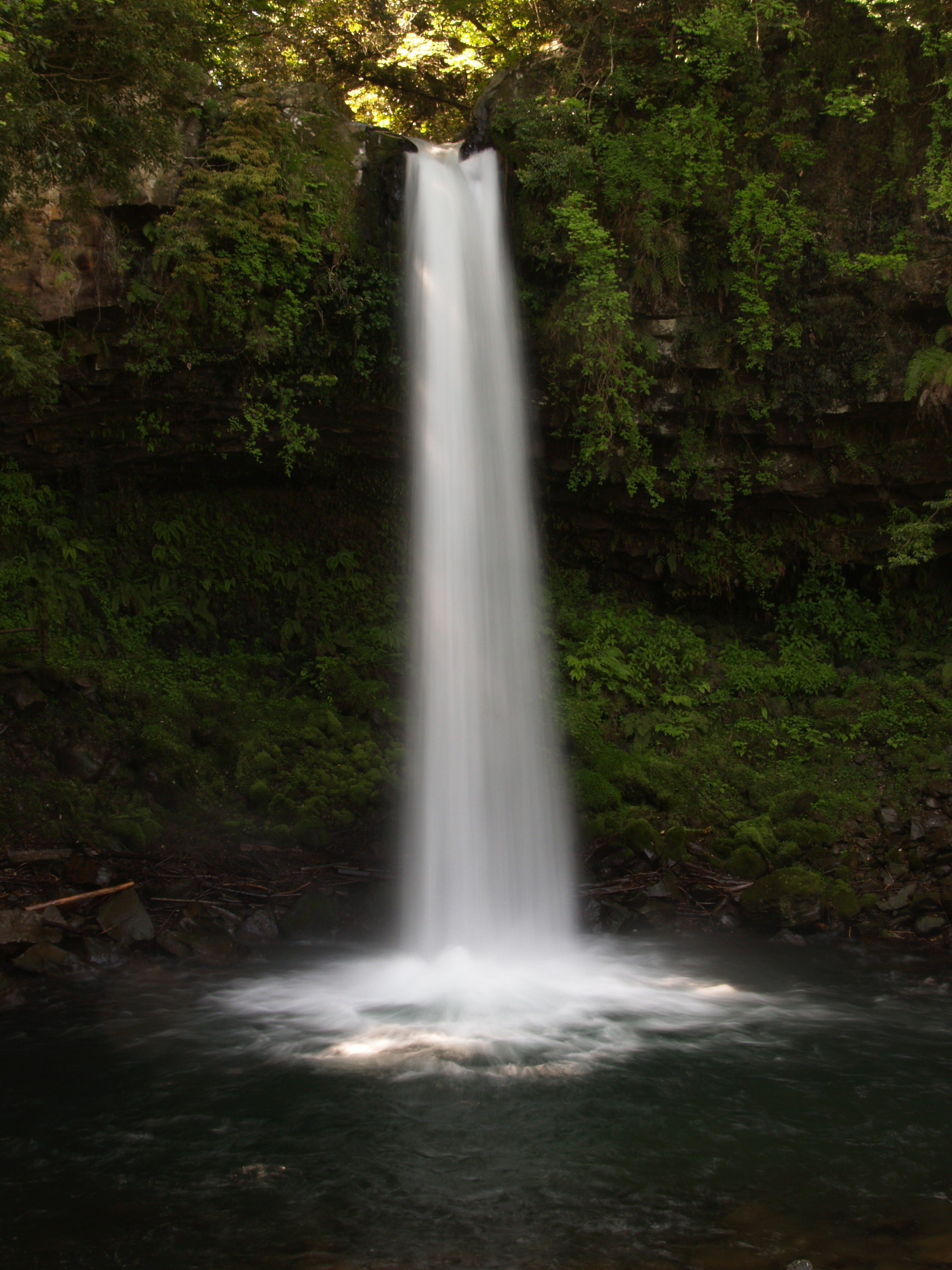
万城の滝

## 参考記事
- 【何でもランキング】裏から見たい 涼やか神秘の滝『日本経済新聞』朝刊2018年6月30日NIKKEI＋1（別刷り）